# Élon Brasil
Élon Brasil (Niterói, 1957) é um artista plástico brasileiro auto-didata.

## Biografia
Descendente de imigrantes italianos e portugueses, na praia de Jurujuba, aos seis anos de idade, começou a rabiscar seus primeiros crayons. Mudou-se em 1968 para São Paulo, onde aos doze anos ganhou sua primeira medalha de ouro na II PINARTE de Pinheiros.
Em 1970, juntamente com os artista Aldemir Martins, Clóvis Graciano e Carlos Scliar, Élon ilustrou o livro de poesias Cantando os Gols, de Tito Battine.
Hoje, sua obra figurativa e abstrata é composta por imagens da terra: índios, negros e caboclos, cercados por textura e cores marcantes. Sua temática busca ressaltar e preservar a cultura brasileira e suas próprias raízes.
Filho de baianos - mãe negra, neta de índios, e pai (o artista Milton Brasil), neto de imigrantes italianos e portugueses - Élon resgata em sua história e origem, a fonte de inspiração . Ao morar na Suíça por seis meses, obteve a oportunidade de expôr o seu trabalho em diversas ocasiões, tornando-se conhecido internacionalmente, principalmente com encomendas para colecionadores europeus.

## Obras nos acervos
- Museu de Kulturen Basel o Basiléia-Suíça
- Museu da Imagem e do Som o São Paulo-SP
- Museu do Banco do Estado de São Paulo
- Museu de Arte de Londrina-PR

## Exposições individuais
- 1993 - Banco Central o São Paulo-Brasil
- 1993 - Banco Central o São Paulo-Brasil
- 1993 - Museu da Cultura/PUC o São Paulo-Brasil
- 1993 - Galeria Arcartes o Toronto-Canadá
- 1993 - Galeria Goetz o Basiléia-Suíça
- 1993 - Galeria ACBEU o Bahia-Brasil
- 1995 - Hotel Tropical o Bahia-Brasil
- 1995 - Galeria Goetz o Basiléia-Suíça
- 1995 - Golf Hotel o Berna-Suíça
- 1996 - Banco SLK o Bruxelas-Bélgica
- 1997 - Museu de Etnologia o Basiléia-Suíça
- 1998 - Centro Holístico de Educação e Vivência o São Paulo-Brasil
- 1998 - Espaço Cultural Banespa o São Paulo-Brasil
- 1998 - Brasil 500 anos-MASP o São Paulo-Brasil
- 1998 - Galeria Caribé o São Paulo-Brasil
- 1999 - Parque das Ruínas o Rio de Janeiro-Brasil
- 2005 - Brazilian Embassy, London, UK
- 2006 - Eton College, UK